# Dimona (Israël)
Dimona (Hebreeuws: דימונה) is een Israëlische stad in de Negevwoestijn, 36 kilometer ten zuidoosten van Beer-Sheva en 35 kilometer ten westen van de Dode Zee. Dimona was een van de ontwikkelingssteden die in de jaren 50 van de twintigste eeuw werden gesticht, een initiatief van David Ben-Gurion. Dimona zelf werd in 1953 gesticht, en vanaf 1955 migreerden hier mensen naartoe, voornamelijk nieuwe immigranten uit Noord-Afrika, die ook de huizen van de stad bouwden. Toen het Israëlische nucleaire programma later in de jaren 50 opgezet werd, werd een locatie niet zo ver van de stad gekozen vanwege de relatieve isolatie in de woestijn, en de beschikbaarheid van woningen.
Ondanks een geleidelijke afname van het inwonertal in de jaren tachtig van de twintigste eeuw, begon dit inwonertal aan het begin van de Russische immigratie van de jaren 90 weer toe te nemen. Vandaag de dag is Dimona de op twee na grootste stad van de Negev, met in 1995 een inwonertal van ongeveer 31.200. Ongeveer een derde van de bevolking van de stad werkt in de industrie (chemische vestigingen aan de Dode Zee, hightech bedrijven en textielwinkels) en een derde van de bevolking werkt in de dienstverlenende sector. Vanwege de introductie van nieuwe technologieën zijn vele werklieden de laatste jaren werkloos geworden, waardoor het werkloosheidspercentage ongeveer 10% werd.
Dimona is het centrum van de "Afrikaanse Hebreeërs", een kleine religieuze gemeenschap die volgens haar eigen regels leeft.
Zo'n tien kilometer ten zuiden van Dimona ligt het Negev nucleair onderzoekscentrum. In 1985 bracht Mordechai Vanunu, medewerker van dit instituut, bewijzen voor het bestaan van een Israëlisch kernwapenprogramma naar buiten.

## Werelderfgoed
Nabij de stad ligt de archeologische opgraving Mamshit, een voormalig Nabatische stad en tegenwoordig een nationaal park van Israël. Mamshit en andere Nabatische steden in de Negev zijn in 2005 erkend als werelderfgoed van UNESCO.

## Geboren
- Yossi Benayoun (1980), voetballer

## Zustersteden
- Andernach, Rijnland-Palts in Duitsland, sinds 1975